# Stay Under the Stars
Stay under the Stars is het tweede studioalbum van de Deen Teitur. Het verscheen in Scandinavië in mei 2006 en vier maanden later in de rest van de wereld. Het album is opgenomen Kensaltown Studios in Londen en geproduceerd door Martin Terefe (van onder meer Ron Sexsmith, KT Tunstall, Jason Mraz). Nadat hij muzikale meningsverschillen had met Universal Music vond hij Arlo & Betty Records bereid dit album uit te geven; in Noord-Amerika werd het album uitgebracht door Equator Records. In Denemarken haalde het album de top 10.

## Musici
- Teitur – zang, gitaar, piano Juno
- Derek Murphy – slagwerk, percussie
- Mikael Blak – basgitaar
- Nikolaj Torp, Richard Causon – toetsinstrumenten, vibrafoon
- Martin Terefe – elektrische gitaar
- David Davidson (leider), Matthew Ward, James Sleigh en Philip Sheppard – strijkkwartet
- Alfkil Wennermark, Christian Ellegaard, Andreas Brik en Christoffer Ohlsson – strijkkwartet Great Balls of Fire;
- Anna Emilsson – achtergrondzang
- Joe Williams – basgitaar op Hitcher.

## Composities
1. "Don't Want You to Wake Up" (Jeff Cohen, Teitur Lassen) - 5:12
2. "Louis, Louis" (Teitur Lassen) - 4:32
3. "You Get Me" (Teitur Lassen, Pamela Sheyne) - 4:56
4. "I Run the Carousel" (Teitur Lassen) - 4:41
5. "Thief about to Break In" (Teitur Lassen) - 3:14
6. "Great Balls of Fire"  (Otis Blackwell, Jack Hammer) - 3:58 (live-opname uit Kopenhagen;
7. "Night Time Works" (Teitur Lassen) - 1:29
8. "Umbrellas in the Rain" (Teitur Lassen) - 2:45
9. "Boy, She Can Sing" (Teitur Lassen, Ken Rose) - 3:38
10. "Hitchhiker" (Alex Ejsmont, Teitur Lassen) - 3:46
11. "Waiting for Mars" (Teitur Lassen) - 2:35
12. "All my Mistakes" (Jeff Cohen, Alex Ejsmont, Teitur Lassen) - 7:33